# 유혹의 샘
"유혹의 샘"은 한국에서 제작된 우태영 감독의 1993년 드라마 영화이다. 소비아 등이 주연으로 출연하였고 손영권 등이 제작에 참여하였다.

## 출연

### 주연
- 소비아
- 하재영
- 김성수

### 조연
- 이해룡
- 추봉
- 금미소
- 이정아
- 조영희
- 박영희
- 이미선
- 장춘언
- 안진수
- 이덕근
- 유병환
- 정창호
- 조나단
- 서평석
- 연길수

## 기타
- 조명: 한이장